# Profesioniștii (film din 1966)
Profesioniștii (titlul original: în engleză The Professionals) este un film de acțiune western american. A fost realizat în 1966 de regizorul Richard Brooks după romanul A Mule for the Marquesa din 1964 al scriitorului Frank O'Rourke. Protagoniști filmului sunt Burt Lancaster, Lee Marvin, Claudia Cardinale și Robert Ryan.
Filmul a avut trei nominalizări la Premiile Oscar și o primire entuziastă a criticilor.

## Rezumat
Texas în anul 1917. Fost soldat al lui Theodore Roosevelt și Pancho Villa, Henry „Rico” Fardan este angajat de Joe Grant, un magnat petrolier din Texas, pentru a o găsi pe Maria, soția acestuia, răpită de revoluționarii mexicani conduși de Jesus Raza. În schimb, Grant îi oferă lui Fardan o recompensă de zece mii de dolari. Fardan este sprijinit în misiunea sa de alți trei „specialiști”, plătiți și ei cu aceeași sumă fiecare: Hans Ehrengard, fost călăreț și crescător de cai, Jacob „Jake” Sharp este un maestru în mânuirea oricărei arme și în cele din urmă Bill Dolworth, specialist în explozibili și prieten cu Fardan, cu care a efectuat o serie de raiduri în Mexic cu doi ani mai devreme, în numele lui Raza.
Dar Bill Dorthwooth are îndoieli serioase cu privire la meritul unei astfel de aventuri...

## Distribuție
- Burt Lancaster – Bill Dolworth
- Lee Marvin – Henry "Rico" Fardan
- Claudia Cardinale – Maria Grant
- Robert Ryan – Hans Ehrengard
- Woody Strode – Jake Sharp
- Jack Palance – Jesus Raza
- Ralph Bellamy – Joe Grant
- Joe De Santis – Ortega
- Rafael Bertrand – Fierro
- Marie Gomez – Chiquita
- Jorge Martínez de Hoyos – Padillia
- Vaughn Taylor – bancherul

## Aprecieri
Profesioniștii este considerat cel mai bun western al lui Richard Brooks. Poate fi comparat pe bună dreptate cu Vera Cruz de Robert Aldrich (care l-a prezentat și pe Burt Lancaster) și Hoarda sălbatică a regizorului Sam Peckinpah.
„ Regizorul și-aconcentrat proiectoarele asupra „profesioniștilor”, în timp ce oamenii locului sunt priviți, de departe, prin binoclu. Or, în westernul lui Brooks, ceea ce se petrece în conștiința oamenilor e mai captivant decât aventuroasa linie a subiectului. Filmul poartă în filigran pecetea tragică a unei revoluții care se stinge, a oboselii ce invadează sufletele: „Părăsim revoluția fiindcă suntem dezamăgiți, dar ne întoarcem la ea, fiindcă altfel suntem pierduți”, cum spune Raza.”—T. Caranfil , Dicționar universal de filme 

## Premii și nominalizări
- Globul de Aur 1967 :
  - Nominalizare la Cel mai bun film - Dramă
  - Nominalizare la Globul de Aur pentru cea mai bună revelație feminină a anului pentru Marie Gomez
- Oscar 1967 :
  - Nominalizare la Cel mai bun regizor lui Richard Brooks
  - Nominalizare la Cel mai bun scenariu adaptat lui Richard Brooks
  - Nominalizare la Cea mai bună imagine color lui Conrad L. Hall